# 구례 김씨
구례 김씨(求禮金氏)는 전라남도 구례군을 본관으로 하는 한국의 성씨이다.
시조 김두남(金斗南)은 신라 경순왕의 넷째 아들김 은열(金殷說)의 8세손인 김방경의 후손으로, 고려에서 구례태수(求禮太守)를 지냈다.

## 참고 자료
- “구례김씨(求禮金氏)”. 뿌리를 찾아서.[깨진 링크(과거 내용 찾기)]